# Østre Toten
Østre Toten es un municipio de la provincia de Oppland en la región de Østlandet, Noruega. Según el censo realizado el 1 de enero de 2018, contaba con una población estimada de 14 888 habitantes.
Se encuentra ubicado en el interior del sur del país, en la zona de los Alpes escandinavos.